# Appareil (architecture)
Pour les articles homonymes, voir appareil et Appareillage (homonymie).

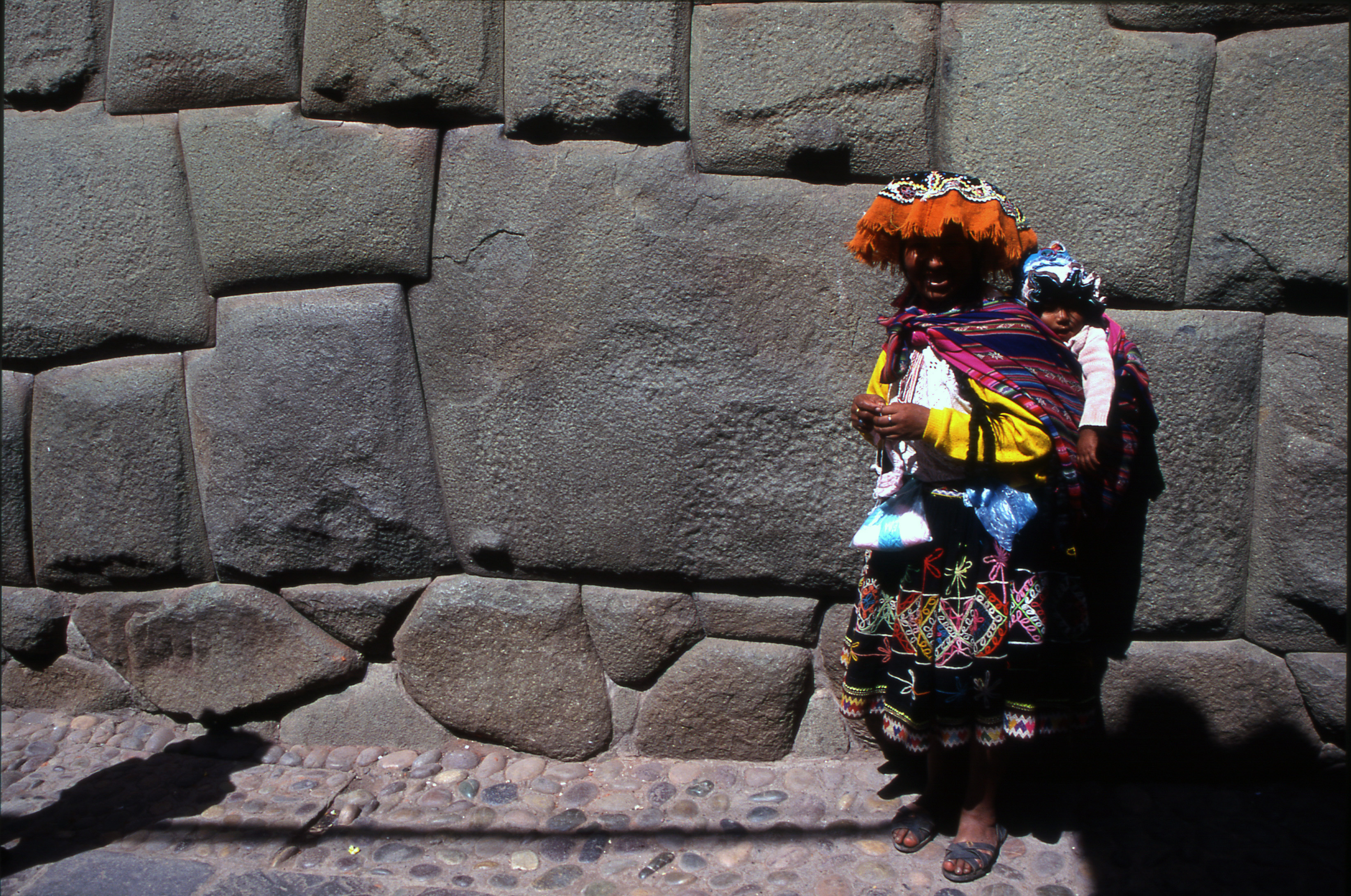
La pierre inca aux 12 angles, Cuzco (Pérou).

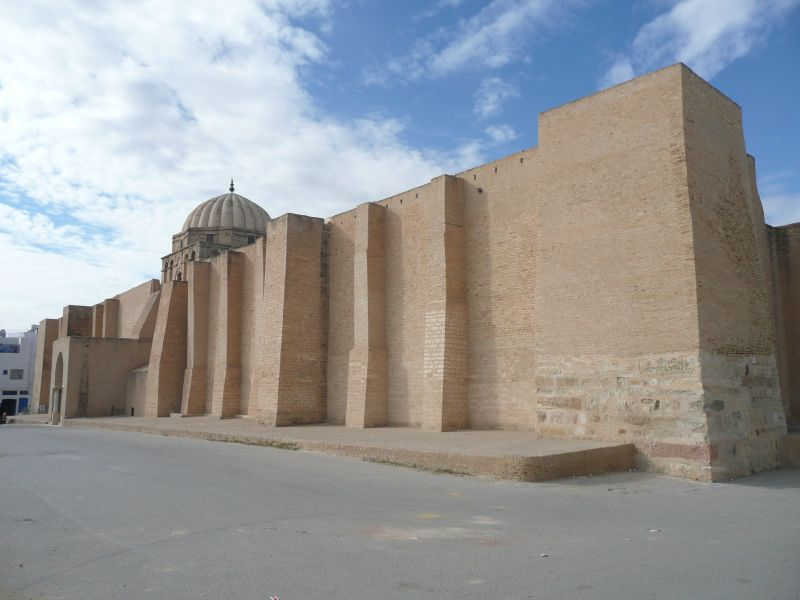
Mur sud de la grande mosquée de Kairouan fait d'assises en grand et petit appareil, à Kairouan (Tunisie).

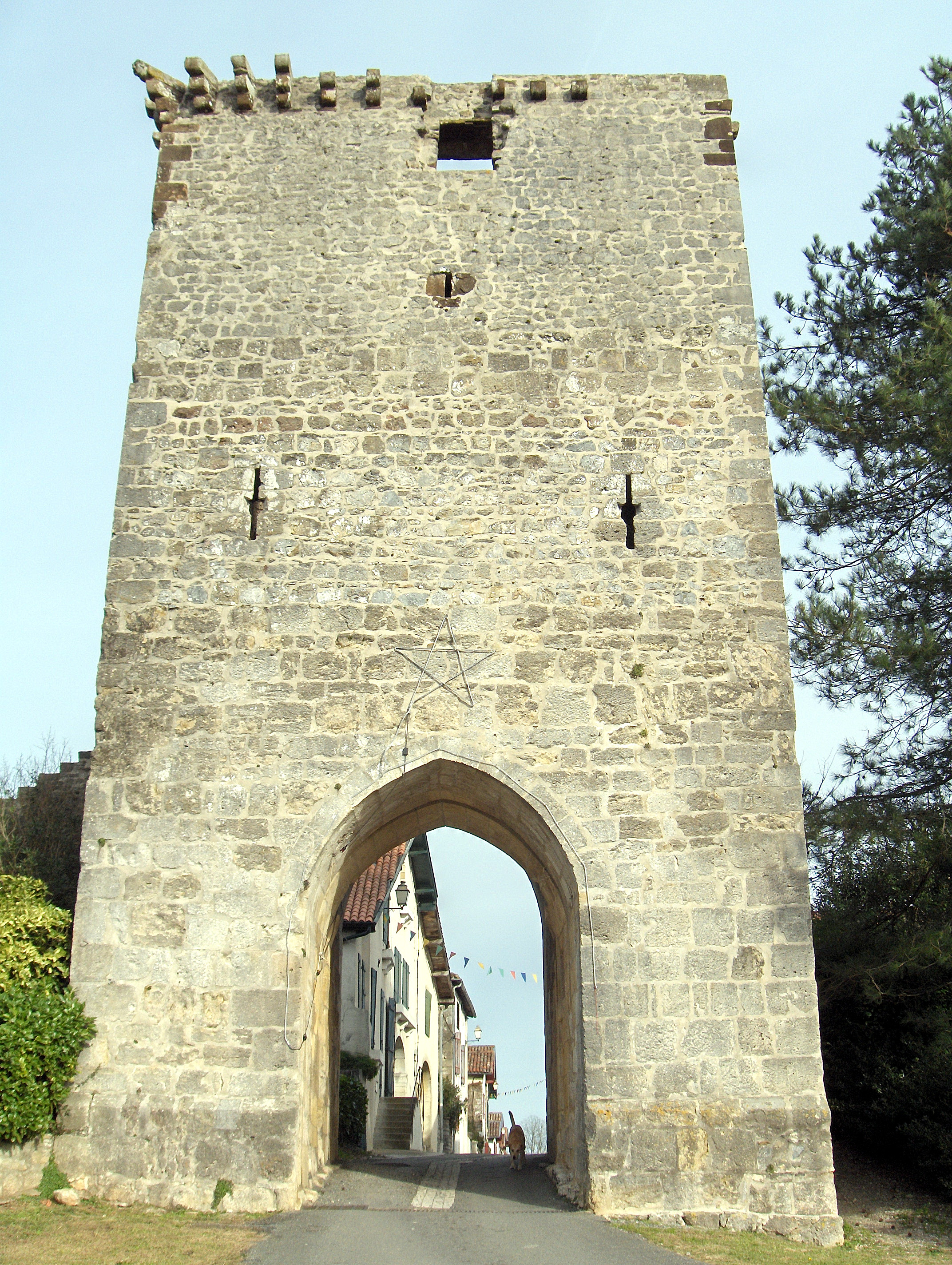
Porte de la ville d'Hastingues en moyen appareil soigné à la base, moins soigné au niveau des archères, en moellons au niveau supérieur.

En architecture, un appareil (ou opus en archéologie) est la façon dont les moellons, les pierres de taille, les dalles, les pavés ou les briques sont assemblés dans la maçonnerie.
L'appareilleur est le principal ouvrier chargé de l'appareil des pierres d'un bâtiment. C'est lui qui trace les épures par panneaux ou par équarrissement, qui préside à la pose au raccordement, etc..
L’appareillage est l'action d'appareiller un mur ou un sol mais peut aussi désigner l'appareil, c'est-à-dire la disposition des matériaux dans un mur.

## Définition
On appelle « appareil » en architecture le dessin, la taille et la pose des pierres d'un édifice. On dit d'une muraille qu'elle est d'un bel appareil lorsque les pierres taillées avec précision, toutes de même épaisseur et quelquefois de même longueur, sont placées de manière que les joints de maçonnerie soient égaux et disposés convenablement « pour la solidité de l'ouvrage et l'agrément de la vue ». Les matériaux bien choisis et bien ajustés indiquent toujours un art très avancé.
Bien qu'il existe une multitude d'appareils, on peut toujours les rapporter à des types principaux qui ont été désignés selon des noms grecs ou latins. L’usage s’est imposé dans la littérature archéologique de donner le nom d’opus aussi bien à la structure considérée dans son ensemble (opus caementicium) qu’à ses faces parementées (opus incertum ou opus reticulatum), ce qui prête inévitablement à confusion dans la dénomination définitive des appareils. L'appareil est pour l'archéologue un élément de datation d'un mur.

## Classement
Dans les constructions romaines et dans celles des premiers siècles du Moyen Âge jusques et y compris le XIe siècle qui n'ont guère été que des modifications plus ou moins altérées des premières, on trouve fréquemment le mélange de pierre et de brique ou celui de pierres de diverses couleurs, etc. Ces mélanges ainsi que la forme de divers appareils ont été souvent mis à profit par les anciens pour animer la surface des murs.

### Appareils rectangulaires (à joint vif)
L'appareil antique grec est constitué de pierres rectangulaires, de taille précisément ajustée, souvent reliées entre elles par des agrafes de bronze ou de plomb coulés. Les éléments sont disposés en assises alternées.
Dans l'architecture romaine, cet assemblage de pierres rectangulaires taillées à joint vif est appelé opus quadratum.
Les trois appareils rectangulaires qui se montrent ordinairement soit dans les constructions romaines soit dans celles des premiers siècles du Moyen Âge sont le grand appareil, le moyen appareil et le petit appareil. Le grand appareil en pierres de 61 cm à 1,60 m posées horizontalement par assises régulières jointes intérieurement, par des crampons de fer ou de bronze ou de simples clés à queues d'aronde ou d'hironde en bois ou en métal auxquels on substitue quelquefois des os de bœuf ou de mouton. Le moyen appareil est formé de pierres ordinaires assemblées comme celles du grand appareil par des queues d'arondes ou liées par le ciment. Le petit appareil est formé de petit moellons cubiques de 8 à 10 cm ou de 10 à 13 cm posés par assises sur une épaisse couche de mortier et à joints verticaux également larges, tantôt par files longitudinales, tantôt par recouvrement. Quelquefois, vers l'époque romano-byzantine, le moellon au lieu d'être cubique devient cunéiforme et s'engage par sa pointe dans la maçonnerie.
D'autres sources rapportent les dimensions suivantes[réf. nécessaire] :
- petit appareil : appareil constitué de moellons, pierres ou briques d'une dimension (hauteur d'une assise) inférieure à 20 cm ;
- appareil moyen : appareil constitué d'éléments ayant une dimension entre 30 cm et 60 cm ;
- grand appareil : appareil constitué d'éléments de plus de 60 cm ;
- appareil cyclopéen : appareil constitué de pierres énormes comme les fortifications de Mycènes (mur cyclopéen).

### Opus caementiciumromain

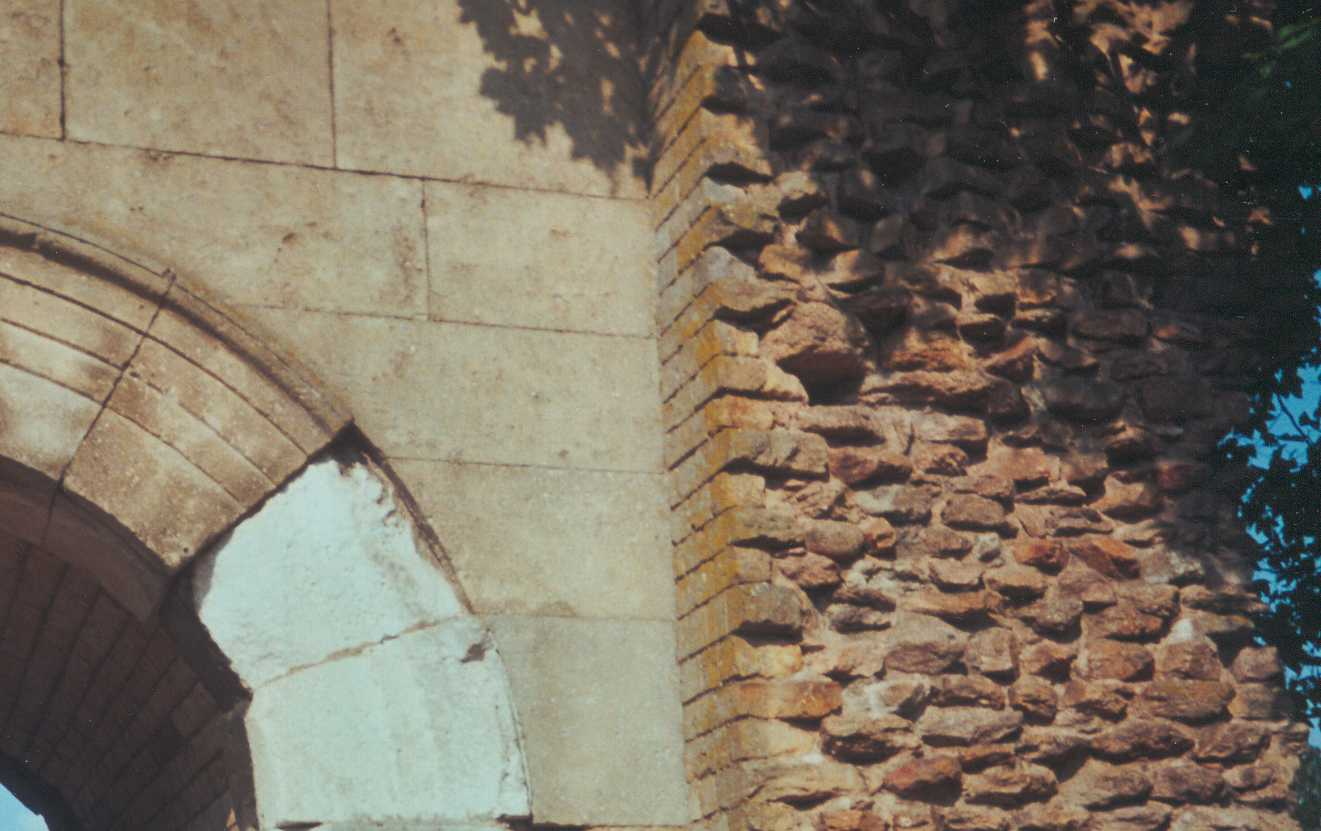
Détail de la porte Saint-André de l'enceinte gallo-romaine d'Autun. La partie de gauche est en grand appareil régulier, celle du centre en petit appareil régulier. Ce parement forme coffrage pour le blocage de droite (pierres noyées dans du ciment).

L'opus caementicium constitue le massif, le noyau, la partie structurelle de la maçonnerie romaine qui succède à l'opus quadratum. Les parements appareillés de différentes façons sont désignés séparément. Ce massif de remplissage est constitué d'un mortier de chaux mêlé de caementa, qui désignent des pierres, des moellons tout venant. Les parements servent de coffrage perdu. Selon le parement, on distingue, par ordre chronologique d'apparition :
Dans l'architecture romaine
- l'opus incertum, il n'y a pas de régularité ;
- l'opus quasi reticulatum, les pierres sont disposées en damier diagonal irrégulier ;
- l'opus reticulatum, les pierres sont carrées et de même taille, elles constituent un damier parfait en lignes diagonales ;
- l'opus mixtum, un chaînage de briques alterne avec un appareil de pierres régulier ;
- l'opus latericium, aussi appelé opus testaceum ;
- l'opus vittatum ;
- l'opus sectile, qui se rapproche de la mosaïque.

Dans l'architecture préromane
Dans l'architecture préromane s'ajoute l'opus spicatum (« appareil en épi de blé »), constitué d'éléments posés sur leur champ, en lignes inclinées alternativement à droite et à gauche, figurant un motif en épi de blé ou en branche de fougère ou encore en arêtes de poisson. C'est un appareil de brique utilisé pour les sols. On le trouve également dans les murs carolingiens ;
- l'appareil en arête-de-poisson, constitué de pierres plates inclinées à environ 45°, en changeant de sens à chaque strate successive, de manière à donner un aspect d'« arête de poisson ».

Dans l'architecture romane

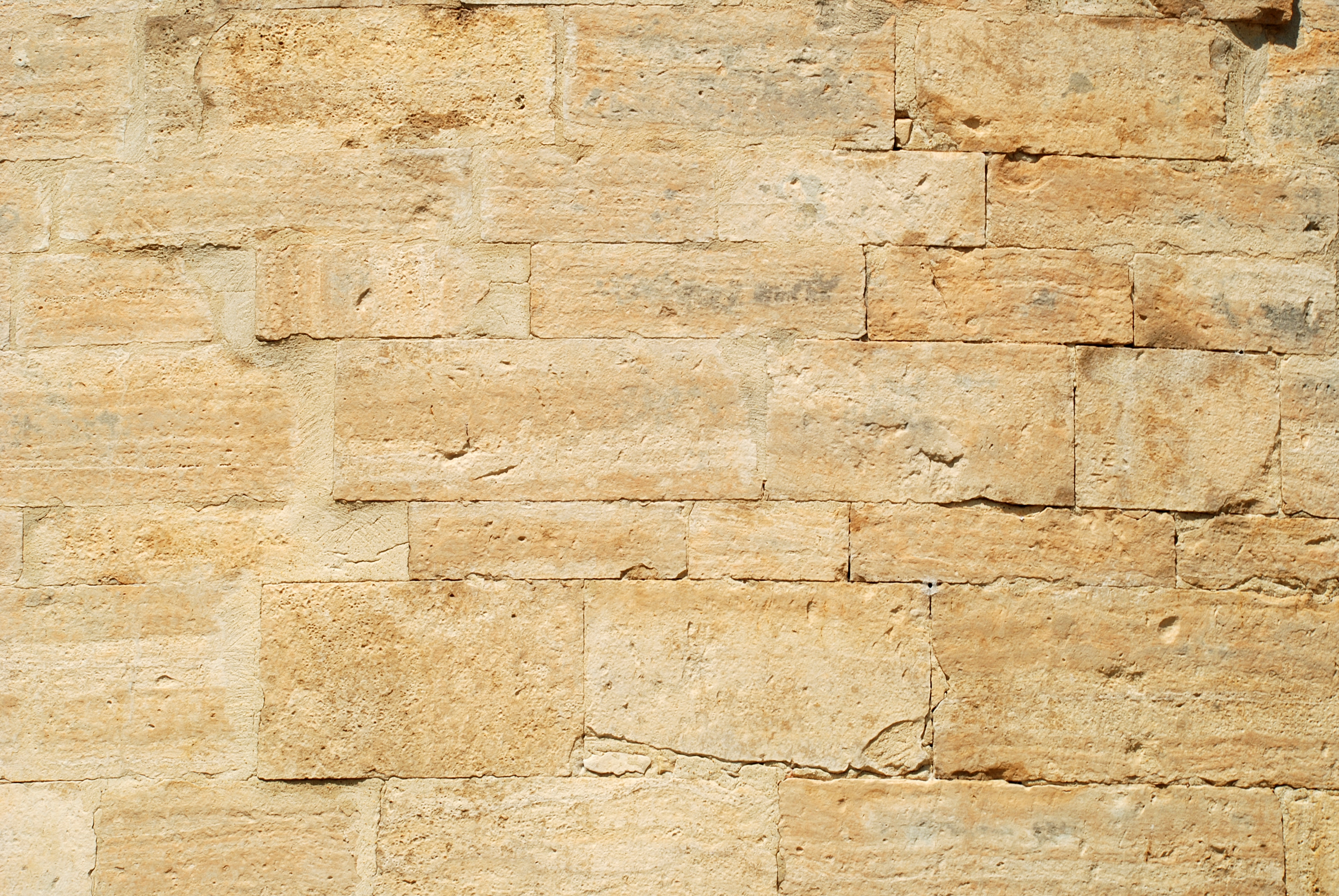
Opus monspelliensis ornant le chevet de l'église Saint-Michel de Guzargues.

- L'opus monspelliensis est réalisé en alternant assises de « boutisses » (pierres dont la plus petite face forme parement) et assises de « carreaux » (pierres dont la plus grande face forme parement).

Dans l'architecture byzantine
- L'appareil cloisonné, réalisé en cloisonnant chaque pierre avec des briques plates.

### Classement en fonction de la régularité des pierres
Le vocabulaire de l'architecture distingue différents appareils en fonction de la régularité des pierres :
- appareil régulier : lorsque toutes les pierres sont égales, formant des assises régulières ;
- appareil irrégulier : lorsque les pierres sont hétérométriques (aux dimensions variables). Il peut être disposé en :
  - appareil assisé, constitué de pierres de grosseurs variables, disposées en assises, c’est-à-dire qu’elles sont ébauchées ou équarries et placées d’aplomb librement sans arrangement, sans ordre particulier, ce qui donne des joints de lit[6] non rectilignes ;
  - appareil plein sur joint : appareil réglé dans lequel les joints montants d'une assise sont au milieu des éléments des assises inférieures et supérieures ;
  - appareil à assises régulières, constitué de pierres de longueur variable mais dont les assises sont apparemment de même hauteur (exemple : grand appareil régulièrement assisé) ;
  - appareil à alternance d'assises régulières, constitué de pierres de longueur variable mais dont la hauteur des assises varie en alternance.

## Position des éléments dans l'appareil
On distingue cinq types d'élément de maçonnerie taillé ou moulé (pierre de taille, moellon, brique, etc.) en fonction de leur position dans l'appareil :
- panneresse : élément de maçonnerie dont la face intermédiaire entre la plus grande et la plus petite forme parement, par opposition au carreau dont la plus grande face est en parement, et à la boutisse dont la plus petite face est vue ;
- carreau : élément de maçonnerie dont les dimensions de parement sont importantes par rapport aux faces de joint ou de queue (partie d'un moellon noyée dans la maçonnerie, dont la longueur se mesure depuis le parement). Le carreau de plâtre ou de béton cellulaire est destiné à la construction des cloisons ou de doublages, ces éléments normalisés mesurent 666 × 500 mm, pour des épaisseurs de 4 à 10 cm ;
- boutisse : élément de maçonnerie dont la plus petite face forme parement. Si elle traverse le mur, on parle de « boutisse parpaigne », « traversante » ou « traversière » ;
- parpaing : élément de maçonnerie qui présente un parement sur chacune des deux faces opposées d'un mur. Le parpaing assure la fonction de chaînage (cohésion d'ensemble) de la maçonnerie, il est important d'en mettre suffisamment (pour un mur en moellon, en prévoir un par m²). Par métonymie, on appelle souvent « parpaing » les blocs de béton, qui s'appareillent effectivement en parpaing ;
- blocaille, bloquaille ou blocaux : pierres sans forme précise de format moyen, trop petites pour être assisées en parement mais utilisées en blocage (noyées dans un bain de mortier entre deux parois appareillées).

## Maçonnerie de brique

### Appareil courant
L'arrangement des briques pour obtenir de bonnes liaisons varie suivant l'épaisseur des murs.
Dans les murs composés dans le sens de leur épaisseur d'une seule brique posée de champ ou à plat, les briques s'arrangent par lits horizontaux les joints verticaux d'un lit portant toujours sur le milieu ou le tiers des briques du lit inférieur.
L'appareil courant tout panneresse (à mi-brique, demi-brique ou à la grecque) présente des briques à plat où les joints verticaux alternent avec la moitié de la longueur de la brique.

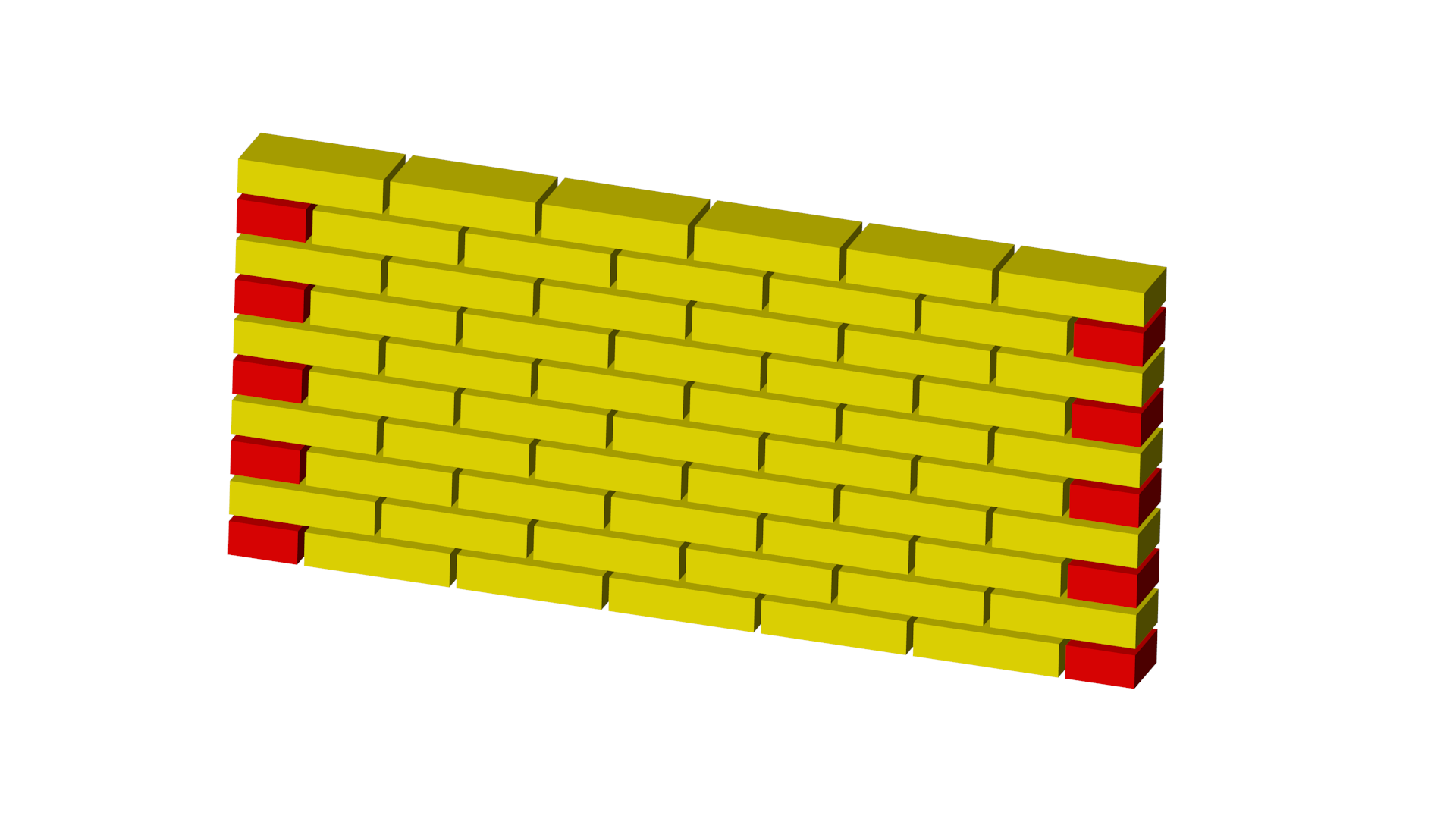
Appareil courant ou en panneresse : briques posées longitudinalement en parpaings.
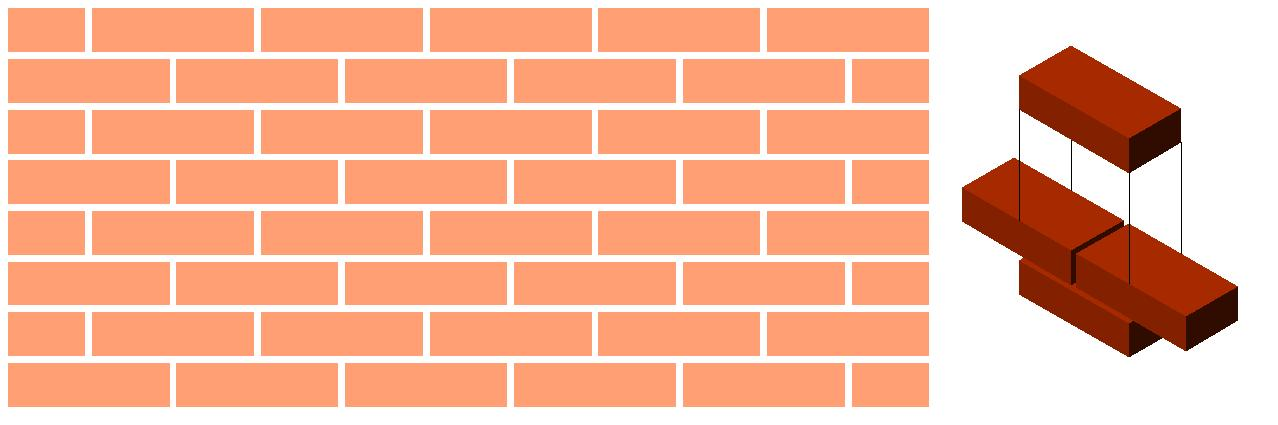
Appareil courant ou en panneresse : briques posées longitudinalement en parpaings.

L'appareil courant ou en boutisse :

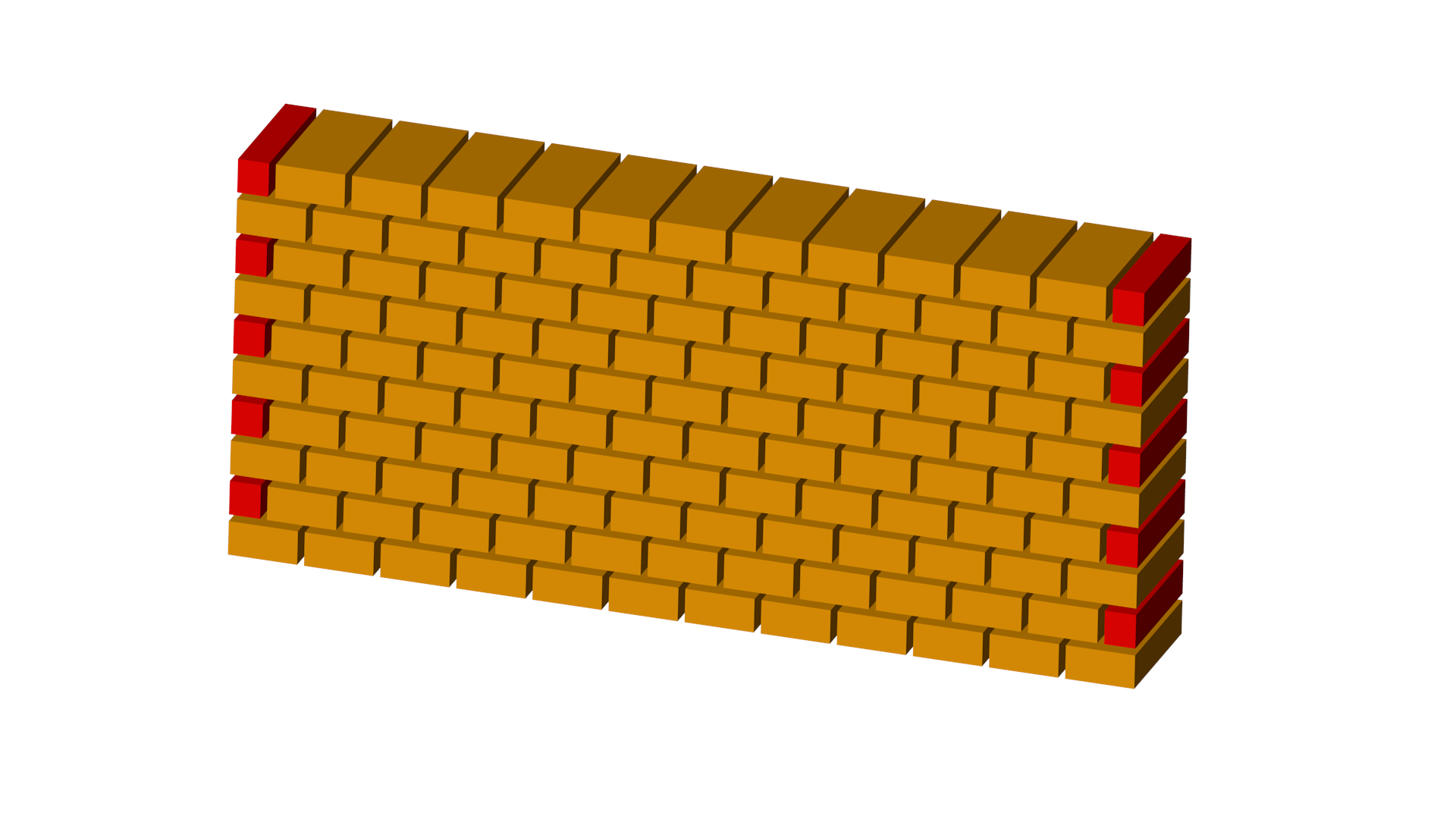
Appareil courant ou en boutisse : briques posées transversalement en parpaings.
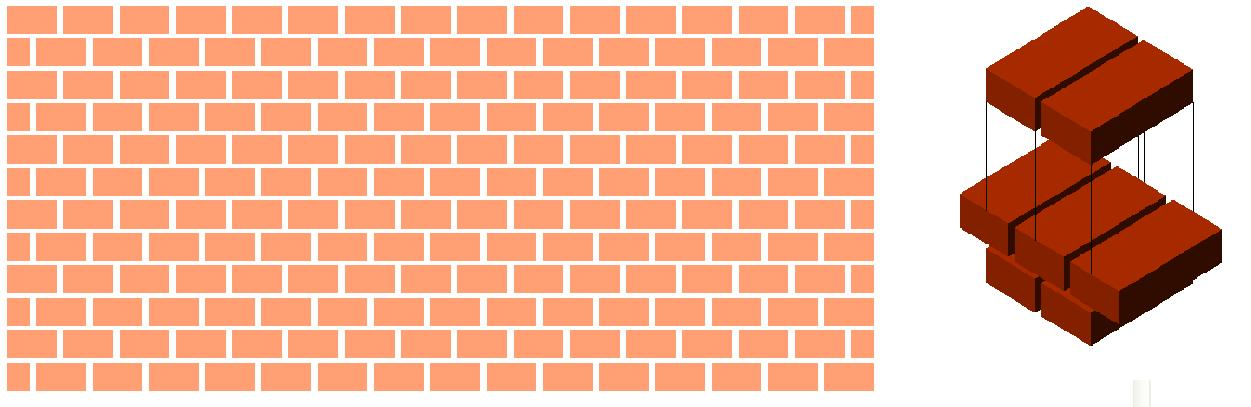
Appareil courant ou en boutisse : briques posées transversalement en parpaings.

### Appareils composés
Dans les murs d'une brique boutisse d'épaisseur, les briques peuvent être déjà combinées d'un grand nombre de manières. Il faudrait aussi citer les maçonneries en relief. Nom de différents appareils :
- appareil anglais,
- appareil à mi-brique (demi-brique, tout panneresses ou à la grecque),
- appareil en carrelage,
- appareil en chaîne,
- appareil en croix ou croisé,
- appareil debout,
- appareil flamand,
- appareil français,
- appareil hollandais,
- appareil en quart de brique,
- appareil sauvage,
- maçonneries en relief, etc.

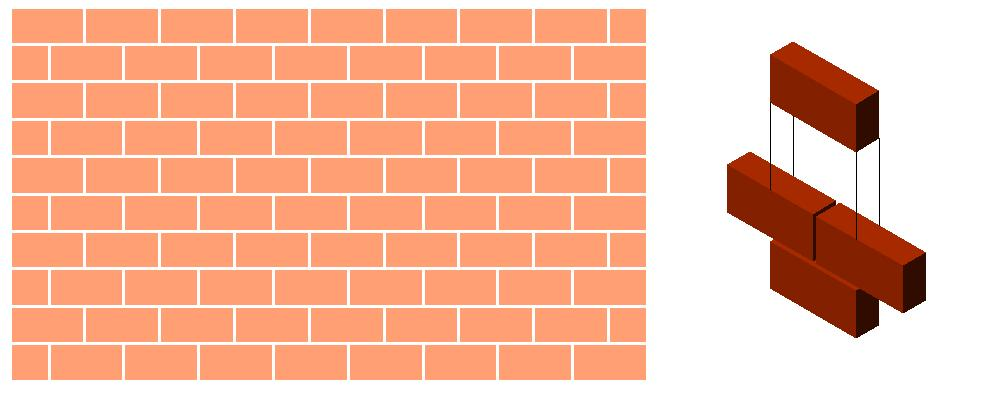
Appareil sur chant.
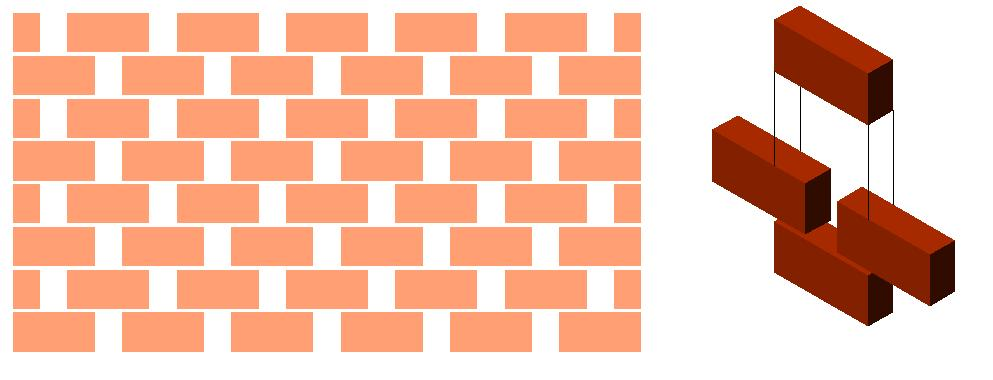
Appareil à claire-voie.
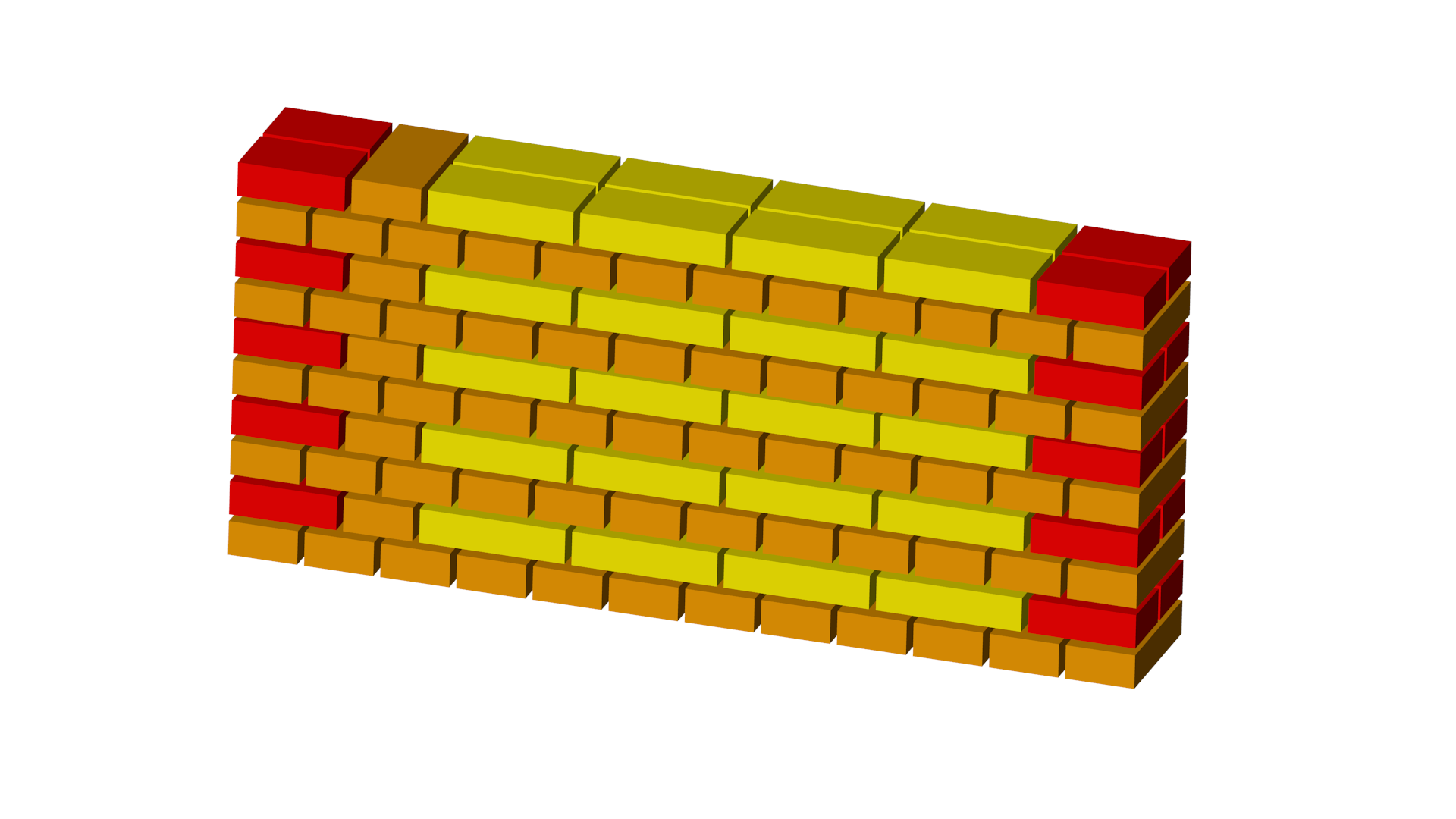
Appareil français.
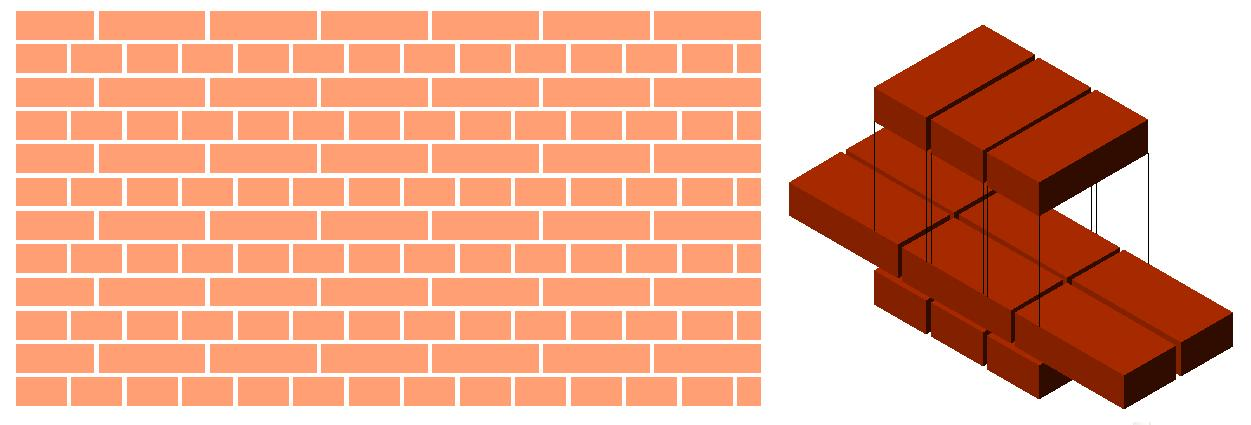
Appareil français.
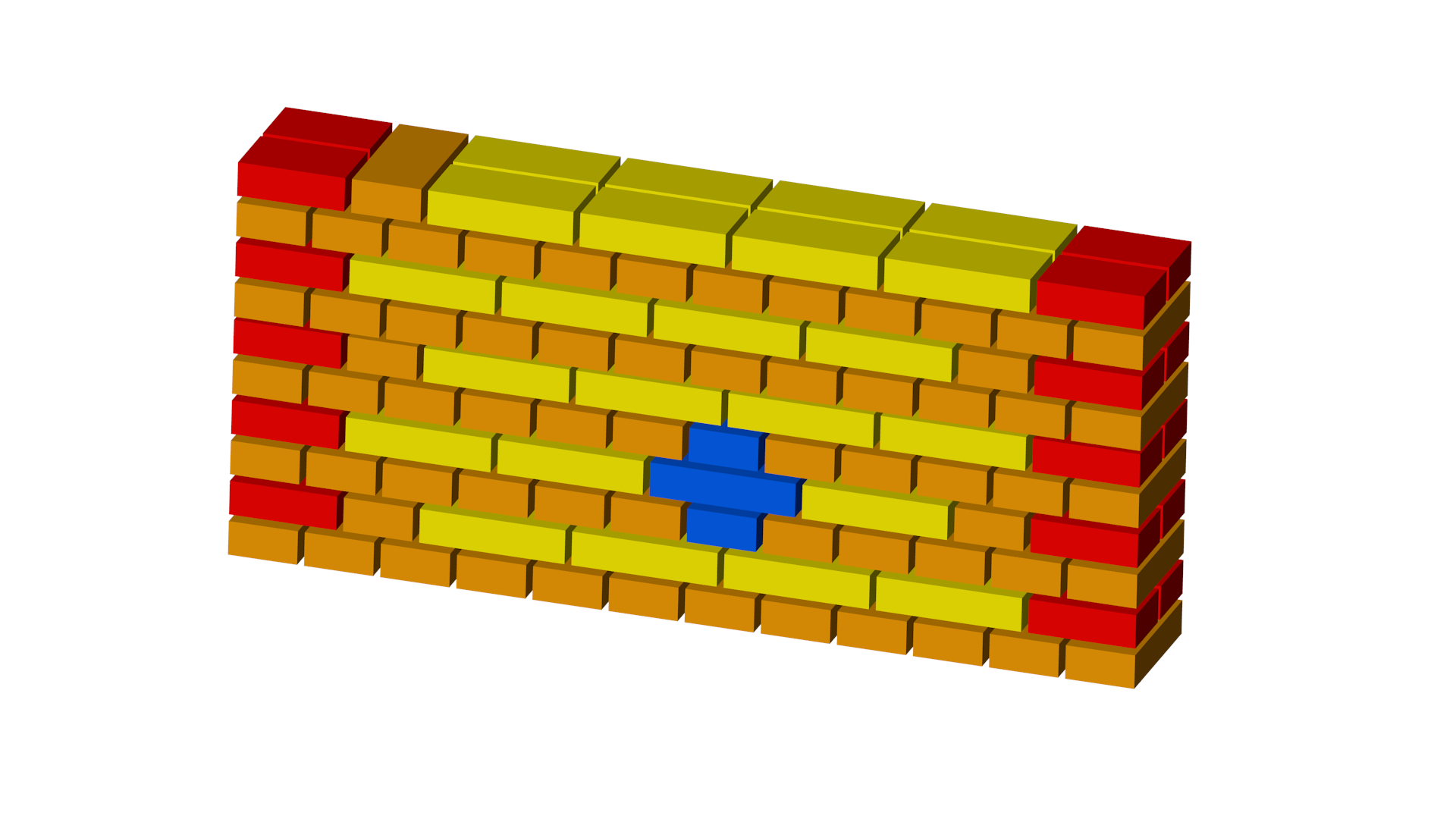
Appareil anglais (ou en croix).
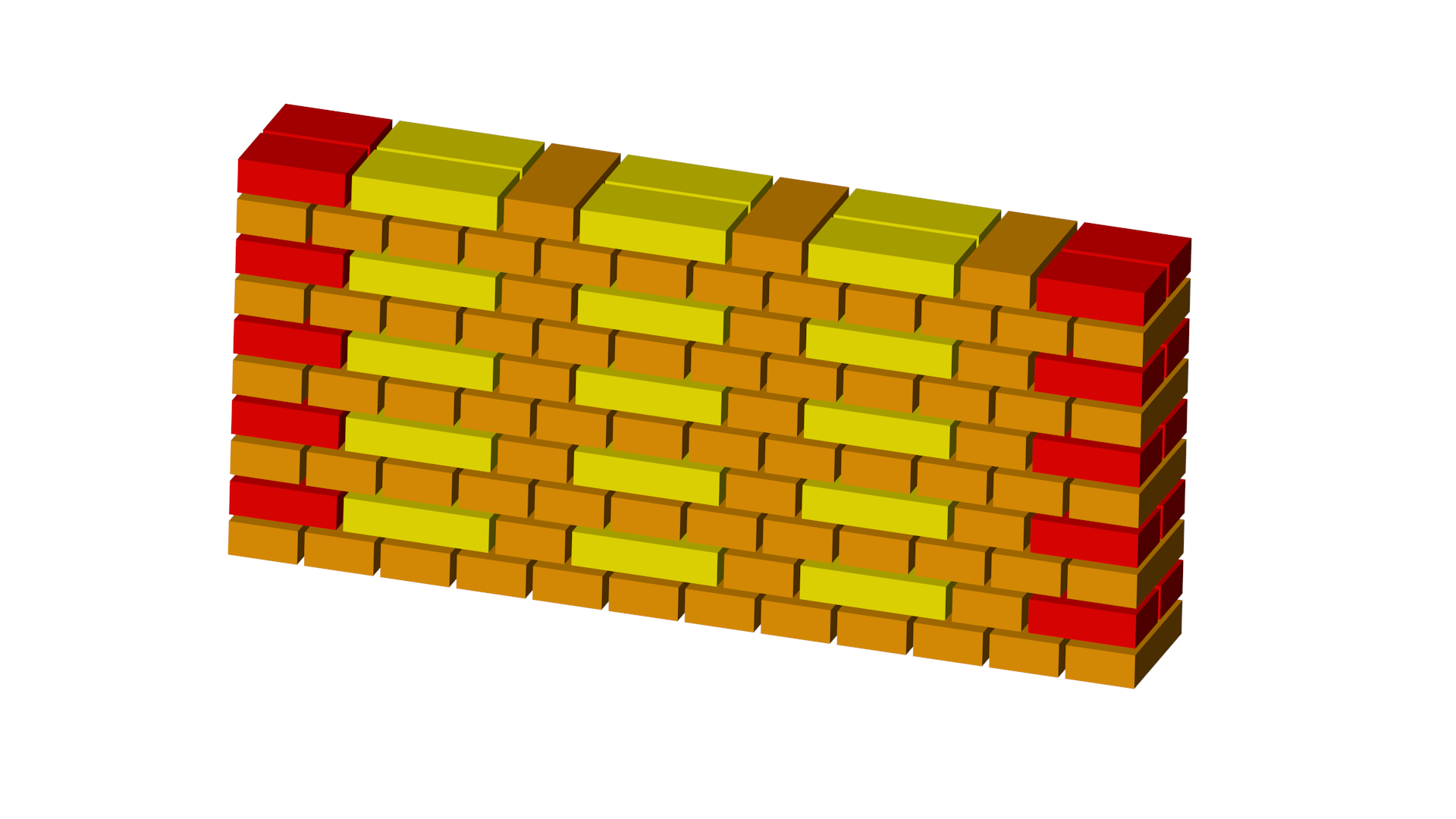
Appareil hollandais.
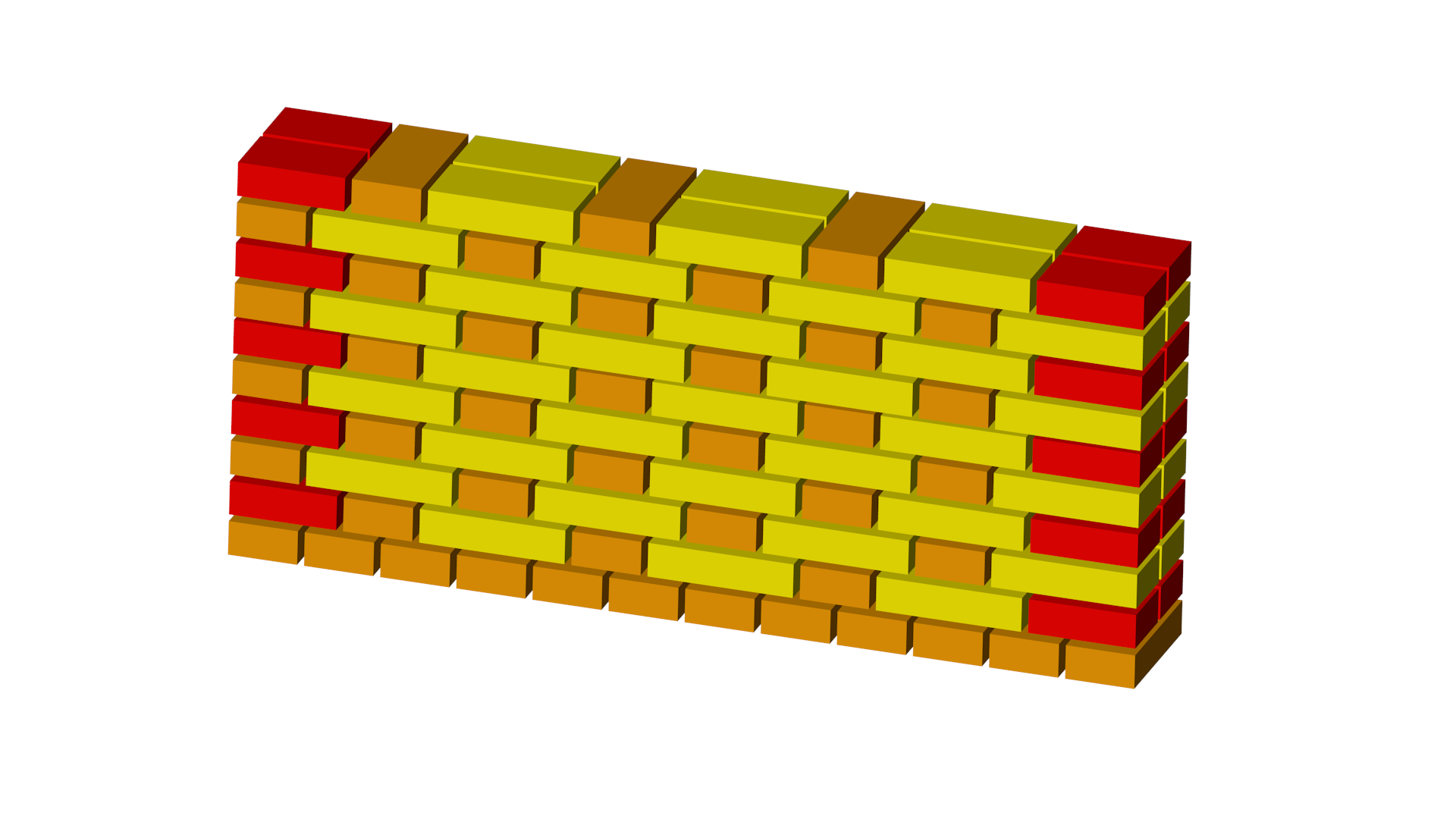
Appareil flamand.
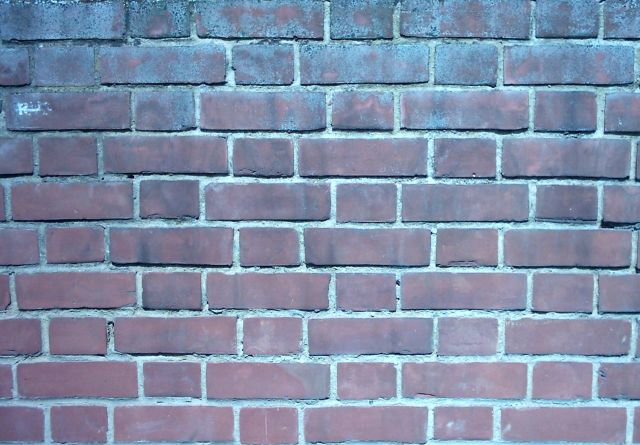
Appareil flamand.
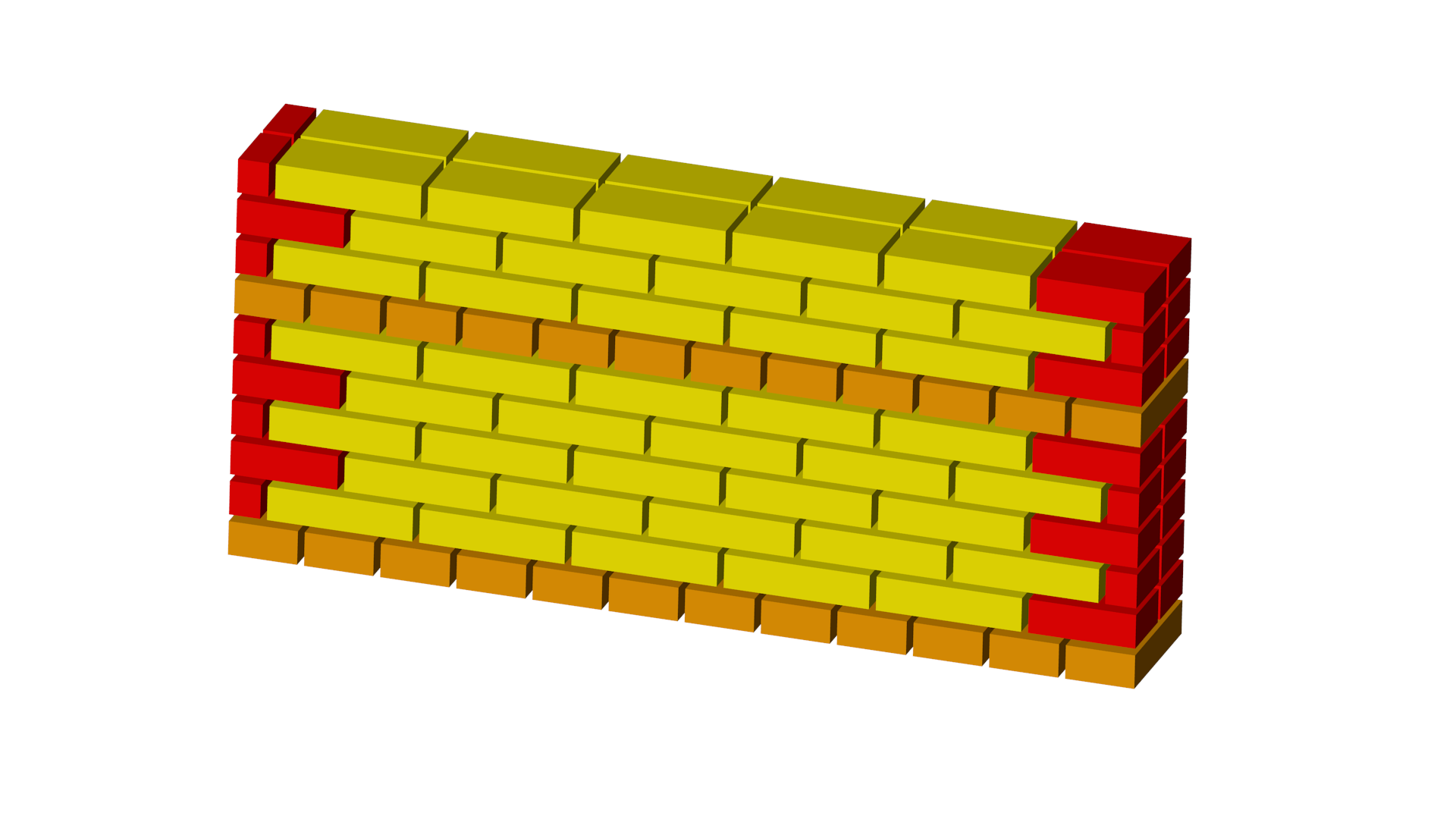
Appareil américain.
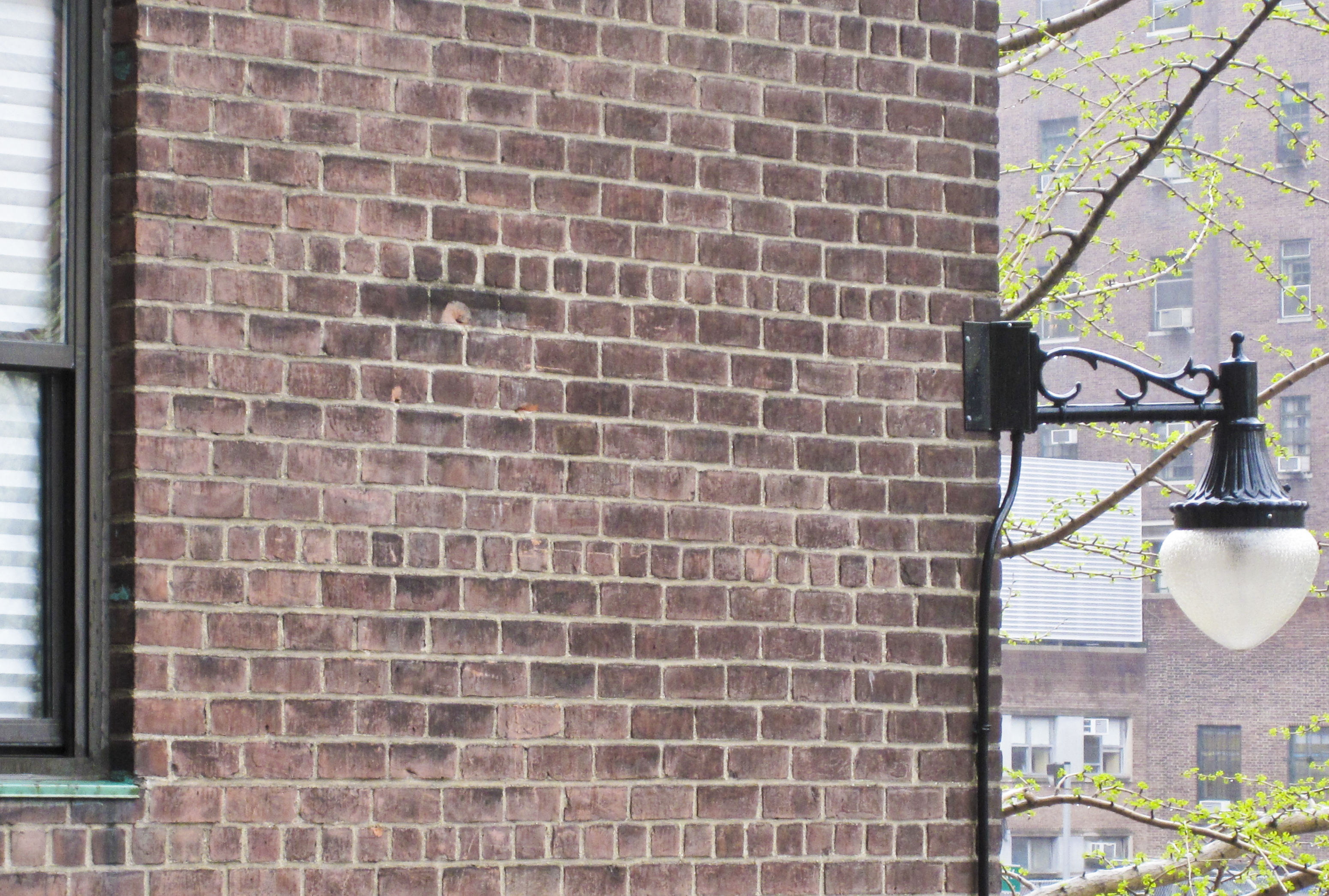
Appareil américain, 5th Av., Harlem (New York).
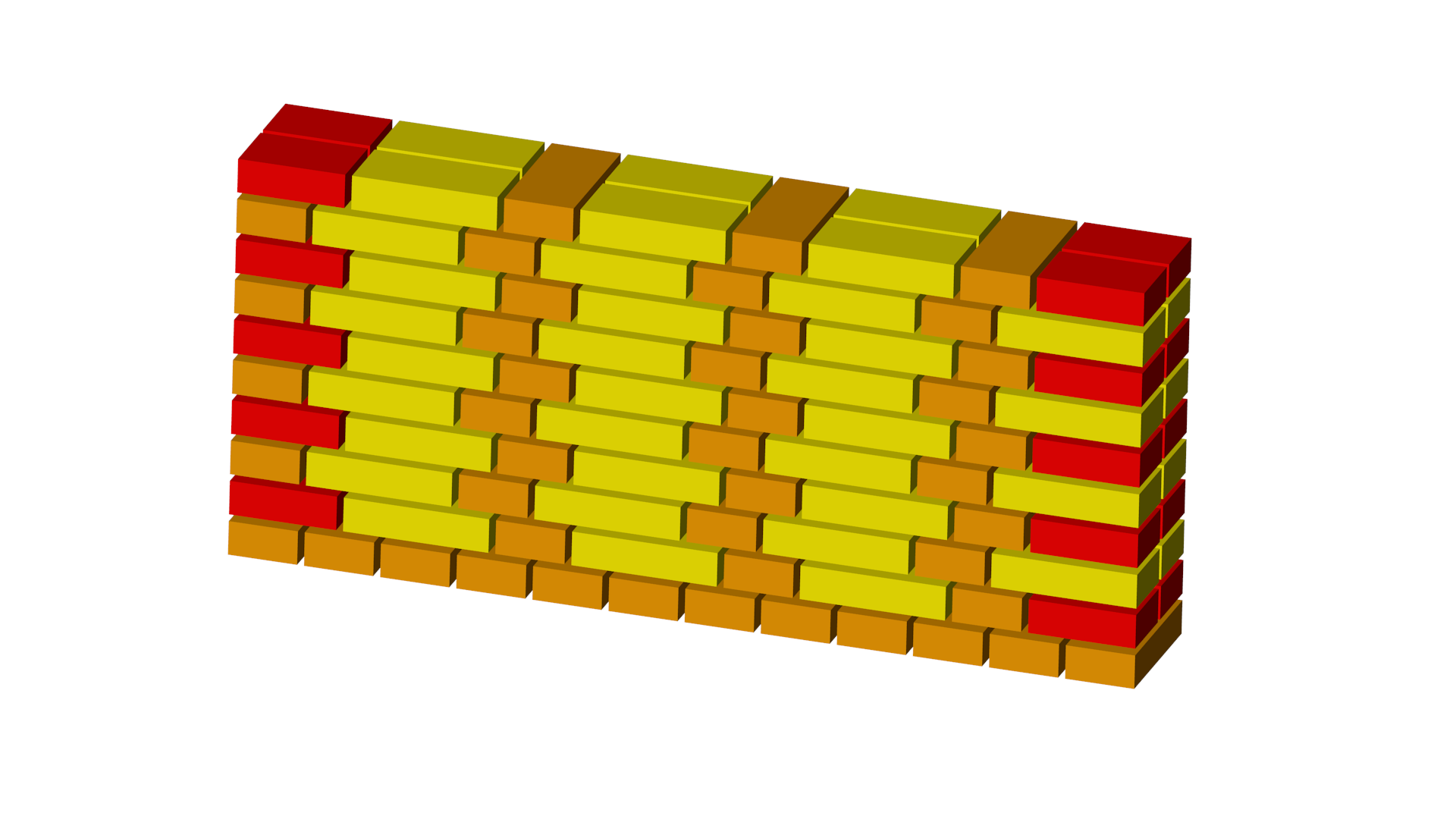
Appareil gothique.

## Appareils de décoration

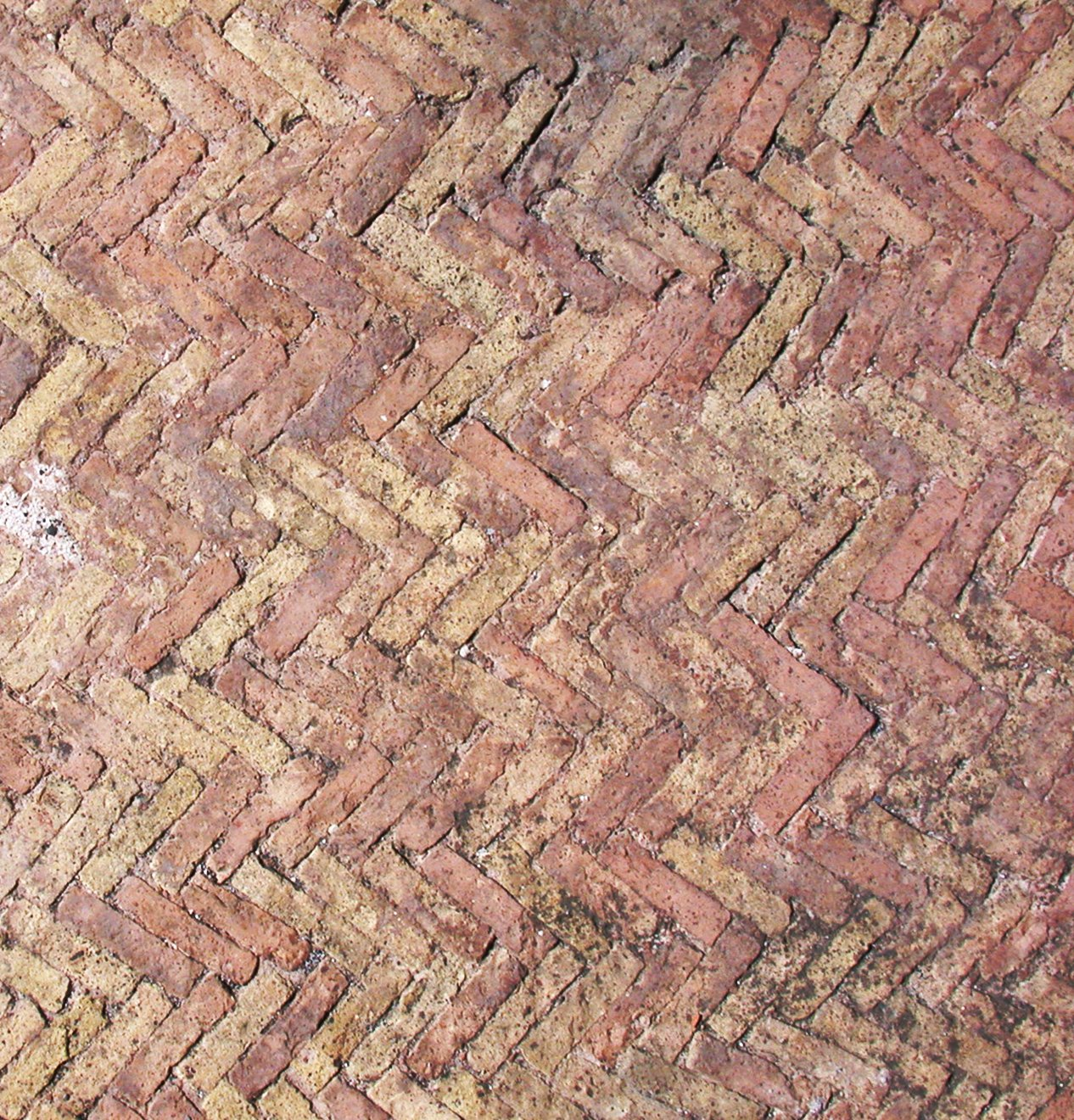
Opus spicatum, dallage de sol dans les marchés de Trajan.

Appareils moins courants en parement, plus employé comme dessous de voute ou en revêtement de sol : 
- appareil en arête-de-poisson,
- appareil en épi (opus spicatum),
- appareil anglais à silex ou appareil bâtard,
- appareil à bâtons brisés,
- appareil mixte, etc.